# Палочки для еды
Па́лочки для еды́ — пара небольших тонких палочек, традиционный столовый прибор в Восточной Азии. К пяти странам, где преимущественно используют палочки, относятся Китай, Япония, Корея, Монголия и Вьетнам. В Таиланде, с введением в обращение в XIX веке королём Рамой V европейских столовых приборов, палочками едят только лапшу или супы. Палочки обычно изготавливают из дерева, металла, кости, слоновой кости, а в настоящее время также из пластика. Считалось, что в императорском дворце Китая для выявления ядов в пище использовались серебряные палочки.

## История и культурные аспекты

### Китай
Археологические исследования в Китае позволяют сделать вывод, что палочки для еды, которые в Китае называют куайцзы (кит. 筷子, пиньинь kuàizi) появились в эпоху Шан (около 3 тысяч лет назад). По легенде, придумал их легендарный предок Юй, когда хотел достать горячее мясо из котла и не обвариться кипятком. Он отломил от дерева две веточки и осуществил желаемое․
Палочками пользуются 30 % людей — столько же, сколько пользуются вилкой.[уточнить] Прочие едят руками.
Куайцзы — квадратные у основания, чтобы не катились по столу. Длина их — примерно 25 см, а кухонные, обычно бамбуковые, раза в полтора длиннее.
Делают их из дерева, металла, пластмассы, кости. В Китае распространены вэйшэн куайцзы (кит. трад. 衛生筷子, упр. 卫生筷子, пиньинь wèishēng kuàizi) — одноразовые деревянные, не очень качественно обработанные, поэтому перед употреблением их нужно потереть друг о друга, чтобы избежать заноз.

### Япония
В Японию палочки  (яп. 箸 хаси) пришли из Китая в период Яёй. Сначала это были цельные палочки из бамбука: тонкий бамбуковый ствол расщеплялся надвое, и половина его складывалась поперёк, в результате получались своеобразные бамбуковые «щипцы», скреплённые в верхней части. Палочки современного вида (раздельные) появились в Японии в период Асука. В это время палочками пользовалась лишь высшая аристократия, простой народ ел руками. В период Нара обычай пользования палочками распространился на все сословия.
Существует множество вариаций форм и размеров многоразовых палочек  (яп. 塗り箸 нурибаси), которые подчас представляют настоящее произведение искусства: их красят, покрывают лаком, инкрустируют перламутром и украшают различными узорами. 
Даже после появления пластмассовых палочек для еды и их распространения в других странах Юго-Восточной Азии, японцы по-прежнему продолжали использовать традиционные деревянные палочки (которые к этому времени делали в основном из импортной древесины). После того, как были опубликованы результаты исследования, что только в 1983 году в Японии закупили 11,4 млрд. деревянных палочек (которые в основном выбрасывали после однократного употребления - так как их основными покупателями являлись рестораны, кафе и другие заведения общепита), японская газета "Асахи симбун" в 1984 году объявила премию за изобретение лучшего способа утилизации и переработки использованных палочек.
Современные хаси бывают костяными, деревянными (из бамбука, сосны, кипариса, сливы, клёна, чёрного или фиолетового сандалового дерева), круглого или квадратного сечения с коническим или пирамидальным остриём.
Считается, что палочки тренируют мелкую моторику, развивающую умственные способности, поэтому в Японии учат обращаться с хаси с малых лет. Воспитание у детей желания овладевать палочками для еды японские учёные считают важной и актуальной для своей страны задачей. Подтверждением действенности «упражнений» с палочками является заявление исследователей о том, что дети, начавшие есть с помощью хаси сразу после того, как им исполнился год, опережают в развитии своих сверстников, не сумевших расстаться с ложками.
Палочки для японца — не только повседневная личная вещь (их не принято предоставлять в пользование другим), но и священный символ (японцы уважительно называют их о-хаси (яп. お箸). По преданию они приносят владельцу удачу и долгую жизнь, и поэтому хаси считаются хорошим праздничным подарком. К примеру, хаси преподносят молодожёнам, подразумевая при этом пожелание быть такими же неразлучными, как пара палочек. Их дарят младенцу на 100-й день с момента его рождения, когда во время церемонии «Первые палочки» взрослые впервые дают ему попробовать рис с помощью палочек. Изготавливают и подарочные наборы палочек для всей семьи.
Кроме того, существуют хаси для Нового года, чайной церемонии, для сладостей. Существует тип палочек, изобретённый знаменитым японским чайным мастером Сэн-но Рикю. Рассказывают, что однажды утром он отправился в лес, чтобы собрать кусочки деревьев и зачистил их для того, чтобы насладиться запахом свежей древесины.
Для палочек в Японии существуют специальные подставки: хасиоки (яп. 箸置き). Это название образовано присоединением отглагольного существительного от глагола «оку» (яп. 置く, «класть»). На хасиоки палочки нужно класть тонкими концами, так, чтобы они смотрели влево. Если на столе нет хасиоки — хаси можно положить рядом на край тарелки или на стол.
Одноразовые палочки подают в специальном бумажном чехле, который нередко оказывается настоящим украшением и предметом коллекционирования. Он может быть раскрашен причудливыми рисунками, а может содержать логотип ресторана.
С помощью палочек можно не только держать еду и отправлять её в рот, но и выполнять массу других более сложных операций: смешивать соус, разделять куски, измельчать и даже резать.

### Корея
В Корее палочки для еды называются «чоккара́к» (кор. 저가락, 젓가락), корейские палочки тонкие, металлические. Это уникальный в своём роде обычай — более ни в одной из стран, где пользуются палочками для еды, их не изготавливают из металла (хотя могут делаться из металла палочки для приготовления пищи), более того, например, в Японии одним из преимуществ палочек перед европейскими столовыми приборами считается то, что «не приходится царапать зубы железками». Раньше корейские чоккарак делались из латуни, сейчас, главным образом — из нержавеющей стали.

### Монголия
В Монголии палочки для еды называются «савх» (старомонг. ᠰᠠᠤᠬᠠ). Монгольские палочки обычно изготавливались из костей, а их кончики покрывали серебром, каждый богатый мужчина держал палочки в ножнах. При этом палочки не часто использовались непосредственно для принятия пищи, являясь, по большей части, элементом декора и подтверждением статуса носителя. Помимо халха-монголов и монголов из Внутренней Монголии Китая палочки для еды также были найдены на старых традиционных ножах бурятов и калмыков.

## Современные тенденции
В настоящее время в большинстве ресторанов подают палочки одноразового использования  (яп. 割箸 варибаси), сделанные из пластмассы или дерева. Обычно они выпускаются недорасщепленными (верхние концы палочек не распилены, как свидетельство того, что ими не пользовались).

## Техника использования
Принцип удержания палочек для еды:
1. Безымянный палец и мизинец необходимо прижать друг к другу, указательный и средний — слегка вытянуть вперёд.
2. Нижняя палочка кладётся в ложбинку между кистью руки и большим пальцем, при этом её нижний, тонкий конец опирается на третью (ногтевую) фалангу безымянного пальца, а толстый конец примерно на ¼ выступает за пределы ладони.
3. Затем верхняя палочка кладётся на третью (ногтевую) фалангу среднего пальца, первую фалангу указательного, и придерживается кончиком большого; палочку нужно держать примерно как карандаш.

Нижняя палочка при еде остаётся неподвижной, все манипуляции выполняются с помощью верхней: когда распрямляются средний и указательный пальцы, палочки раздвигаются. Соответственно, сгибая средний и указательный пальцы, сводят палочки вместе, захватывая куски пищи. Главное условие, гарантирующее успешное пользование палочками — не напрягать руку. Кисть руки должна быть расслаблена, а движения — лёгкими, спокойными. Для развития навыков обращения с палочками рекомендуется потренироваться на мелких предметах — горошинах, зёрнах кукурузы.

## Этикет
Палочки — часть культуры и истории, пользование ими окружено массой условностей и церемоний. Существует множество правил и хороших манер, имеющих отношение к палочкам, причём этикет в разных странах имеет свои характерные черты. Общая часть правил в целом выглядит так:
- Палочки используются только для того, чтобы взять еду и положить её в рот или на свою тарелку. Любые другие манипуляции с помощью палочек могут считаться не соответствующими этикету. В частности, не следует:
  - стучать палочками по столу, тарелке или другим предметам, чтобы подозвать официанта;
  - «рисовать» палочками на столе;
  - «бродить» палочками вокруг еды;
  - копаться палочками в миске в поисках лучшего куска — нужно брать еду сверху.
- Следует заранее выбирать кусок. Дотронувшись палочками до куска, нужно взять его и съесть.
- Нельзя накалывать еду на палочки.
- Нельзя трясти палочки, чтобы остудить кусок.
- Некрасиво облизывать палочки, и, вообще, держать палочки во рту просто так.
- Нельзя указывать палочками, не следует размахивать ими в воздухе.
- Не следует передвигать посуду с помощью палочек. Посуда берётся только руками.
- Прежде чем попросить добавки пищи, палочки нужно положить на стол.
- Нельзя втыкать палочки в еду. Это считается дурным тоном, так как напоминает палочки с благовониями, которые ставят умершим родственникам.

### Китайский этикет
Китайцы часто используют для еды европейские приборы, в частности, вилки и ложки. Палочками едят традиционные блюда, наиболее удобные именно для взятия палочками.
- При взятии еды палочками ладони всегда должны быть направлены вниз. Переворачивание руки запястьем и ладонью вверх считается некультурным.
- Китайцы традиционно едят рис из миски. Миску с рисом подносят ко рту, и затем рис едят палочками. Если рис сервирован на тарелке, как это принято в западной культуре, допускается и даже считается более практичным использовать вилку или ложку.
- В отличие от японской традиции, вполне допускается передавать палочками еду близким людям (детям, родителям, родственникам), если им сложно или неудобно взять еду самим. По отношению к старшим считается знаком уважения передать им еду первым, ещё до начала трапезы (что соответствует конфуцианской традиции уважения старших).
- Закончив еду, палочки следует положить поперёк миски, концами влево — это знак того, что трапеза завершена и добавки не требуется.

### Японский этикет
- Нельзя зажимать палочки в кулаке: японцы воспринимают этот жест как угрожающий.
- Не следует передавать палочками еду другому человеку в тарелку или в принимающие чужие палочки. Этот жест используется для перекладывания близкими родственниками костей умершего после кремации в урну, и табуирован во всех других случаях.

## Влияние на окружающую среду
Только в Китае ежегодно используется и выбрасывается около 45 миллиардов пар одноразовых деревянных палочек, что составляет примерно 1,7 миллиона кубометров дерева или 25 миллионов уничтоженных деревьев в год, экспортный рынок составляет ещё примерно 180 млрд пар. В целях защиты окружающей среды с апреля 2006 года в Китае был введён 5 % налог с продаж на одноразовые палочки, а в Пекине (Китай) от них отказались многие отели. В Японии ежегодно используется около 24 млрд пар одноразовых палочек (90 % поступают из Китая), то есть около 200 пар на человека.

## Комментарии
1. ↑  северокорейская орфография.
2. ↑  южнокорейская орфография.